# Neosodon
Neosodon (лат.) — вымерший род динозавров-завропод из отложений поздней юры (титон) формации Sables et Grès à Trigonia gibbosa в департаменте Па-де-Кале, Франция. Роду никогда официально не присваивали видовое название, но в ряде работ его называют N. praecursor, что является ошибкой (видовое название относится к другому таксону). В прошлом его часто относили к мусорному таксону Pelorosaurus, но повторное исследование показало, что он может быть связан с Turiasaurus, гигантским испанским завроподом, жившим примерно в то же время. Род известен только по шести зубам.

## История и таксономия
Moussaye описал этот род по большому, фрагментарному, изношенному зубу, найденному в Wilmille, недалеко от Булонь-сюр-Мер, при этому автор не дал таксону видового названия. Он считал, что этот зуб принадлежал тероподу, схожему с мегалозавром.
Sauvage считал его синонимом вида «Iguanodon» praecursor (также описан по зубам) , который к этому времени был смешан с родом Caulodon (ныне синоним камаразавра). Однако эти два таксона основаны на разном типовом материале, а «Iguanodon» praecursor происходит из более древних пород (из той же безымянной киммериджской формации, что и Morinosaurus). В более ранних обзорах (Romer, 1956; Steel, 1970) его считали синонимом Pelorosaurus и возможным брахиозавридом.
В 1990-х годах французские исследователи опубликовали статью о новых костях представителя семейства Camarasauridae из той же формации. Сначала Buffetaut и Martin в 1993 году предположили, что они принадлежали Neosodon, но Le Loeuff и др. в работе 1996 года позже отвергли это предположение, поскольку Neosodon известен только по нескольким зубам, которые не пересекались с новым материалом. В последнем обзоре Neosodon и «Iguanodon» praecursor были признаны сомнительными зауроподами. Однако Royo-Torres и др. в своём описании Turiasaurus за 2006 год отметили, что зубы Neosodon похож на зубы их рода, и предположили, что первый мог быть членом клады Turiasauria.

## Палеобиология
Зубы Neosodon крупные (60 мм в высоту и 35 на 20 мм в поперечном сечении в фрагментарном состоянии, предположительно 80 мм в высоту, если бы они были целыми) и копьевидные или лопатовидные по форме. Их обладателем было крупное четвероногое растительноядное животное.